# Maison-Feyne
Maison-Feyne é uma comuna francesa na região administrativa da Nova Aquitânia, no departamento de Creuse. Estende-se por uma área de 13,27 km². Em 2010 a comuna tinha 311 habitantes (densidade: 23,4 hab./km²).